# Gustav von Gehrmann
Gustav Gehrmann, ab 1888 von Gehrmann, (* 15. Januar 1823, Bliedungen; † 1892) war ein deutscher Verwaltungsbeamter.

## Leben
Gustav von Gehrmann studierte an der Universität Halle. 1842 wurde er Mitglied des Corps Saxonia Halle. 1849 bestand er das Gerichtsassessor-Examen. Er wurde preußischer Verwaltungsbeamter. Zunächst Garnisonsauditeur in Posen kam er 1856 als Regierungsassessor zur Regierung Stettin, wo er 1860 zum Regierungsrat befördert wurde. 1867 wurde er Militärdepartementsrat für Holstein mit Sitz in Kiel. 1868 wurde er als Oberregierungsrat zur Regierung Schleswig versetzt. 
Von 1878 bis 1885 war Gehrmann Landdrost der Landdrostei Osnabrück. Mit der Einführung der preußischen Verwaltungsstrukturen in der Provinz Hannover wurde er 1885 erster Regierungspräsident des aus der Landdrostei Osnabrück entstandenen Regierungsbezirks Osnabrück. Das Amt hatte er bis 1887 inne. Anschließend lebte er bis zu seinem Tod in Kassel. Von Gehrmann war der erste gewählte Vorsitzende des Osnabrücker Museumsvereins.

## Auszeichnungen
- Roter Adlerorden 2. Klasse, 1887
- Nobilitierung, 1888[4]